# Bancksche Villa

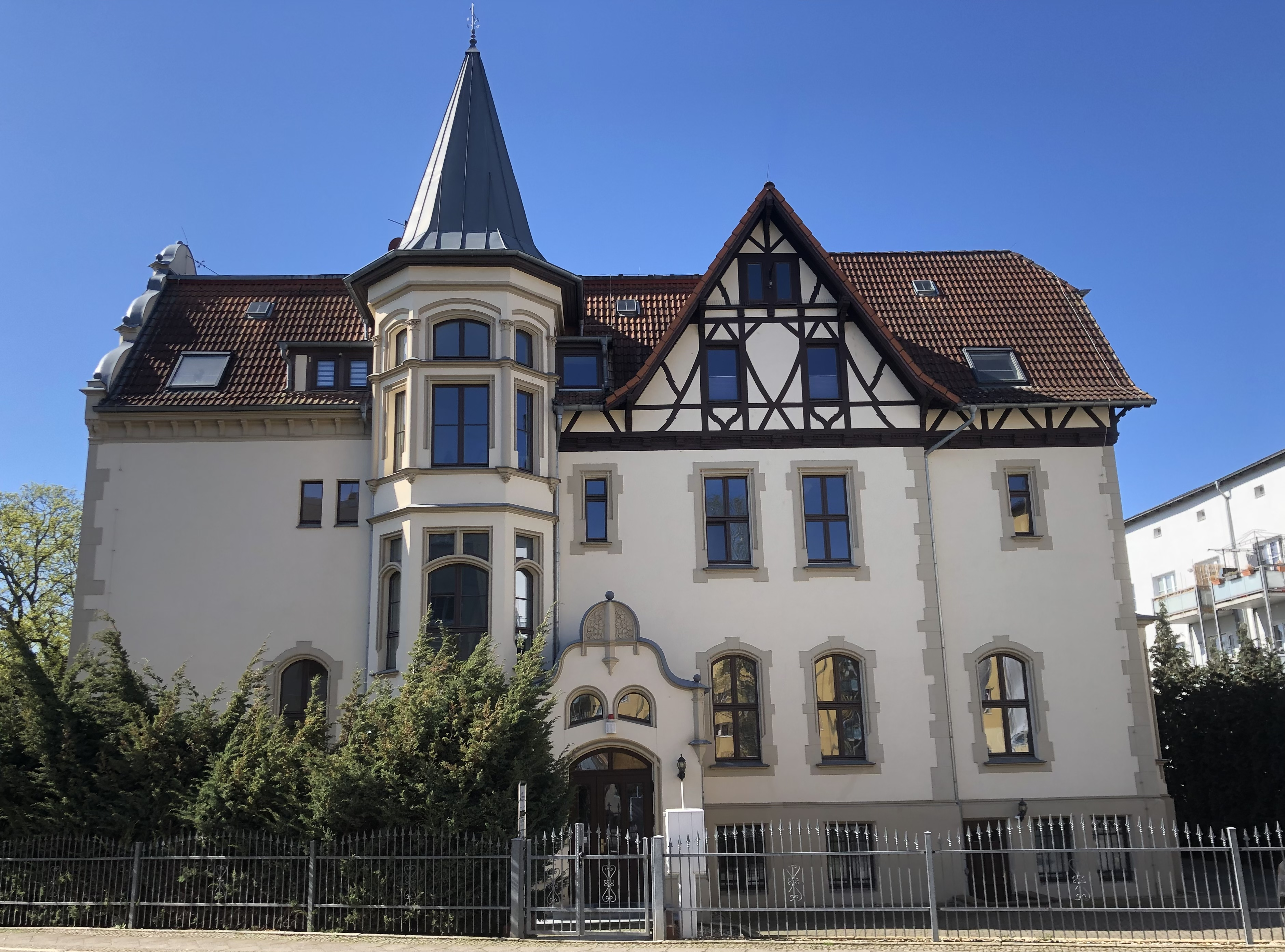
Bancksche Villa im Jahr 2022

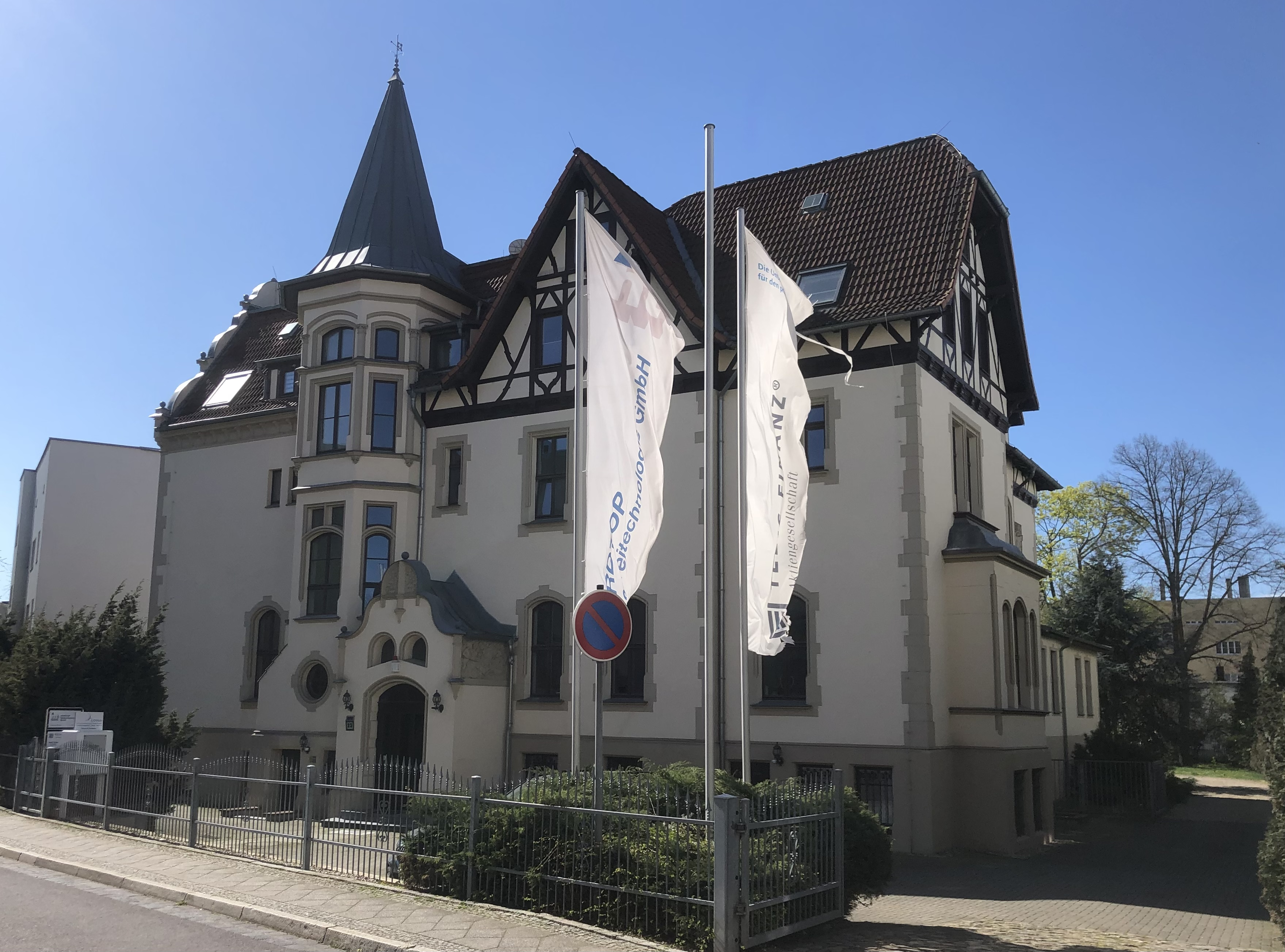
Blick von Nordwesten

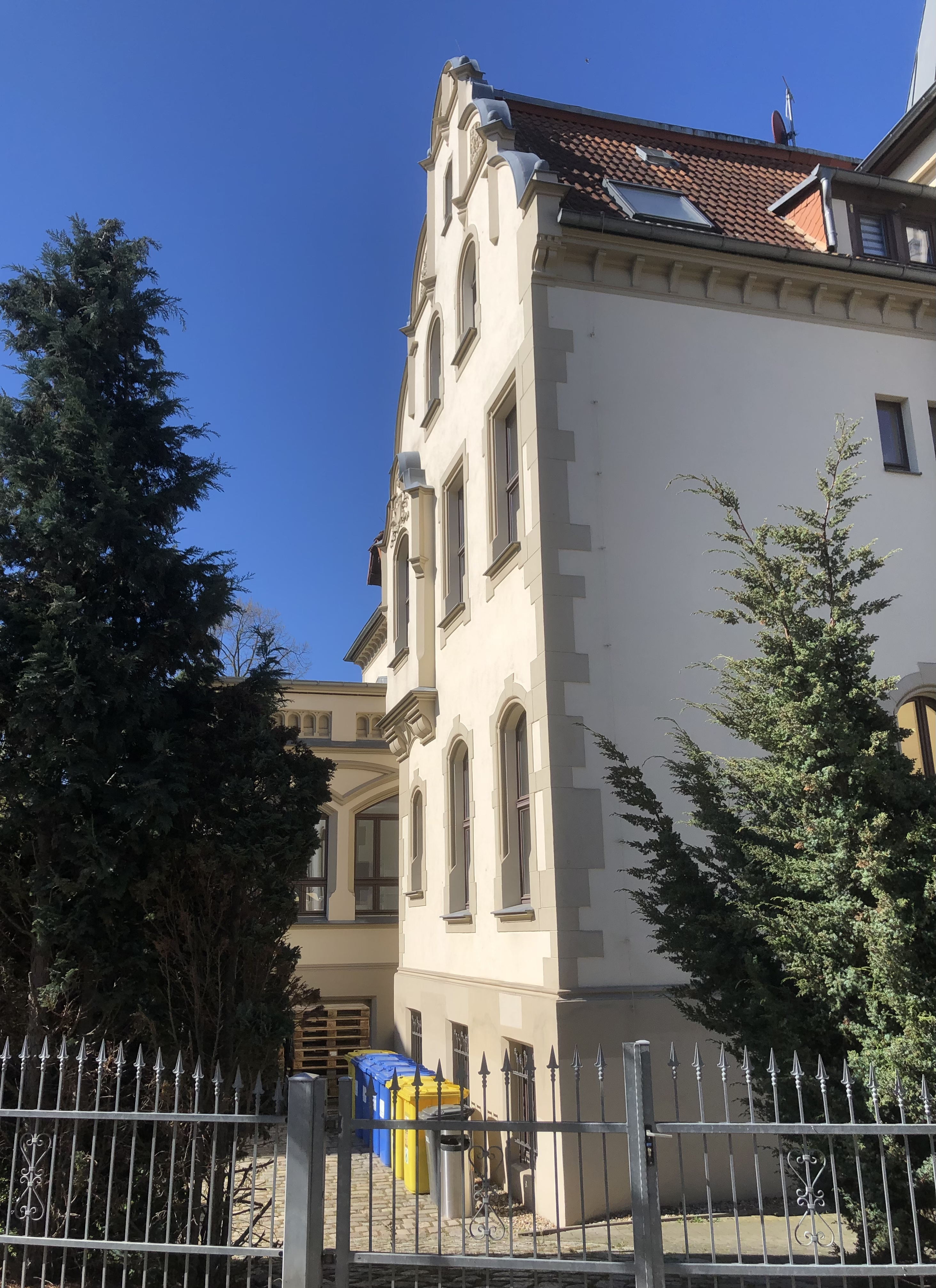
Ostseite

Die Bancksche Villa ist eine denkmalgeschützte Villa in Magdeburg in Sachsen-Anhalt.

## Lage
Das Gebäude befindet sich in der Curie-Siedlung auf der Südseite der Reichelstraße, an deren nordwestlichem Ende im Magdeburger Stadtteil Neue Neustadt. 

## Architektur und Geschichte
Die zweigeschossige verputzte Villa entstand in der Zeit um das Jahr 1900 für den Magdeburger Bankier Heinrich Ludwig Banck im Stil des späten Historismus. Der Bau ist repräsentativ gestaltet und hat einen quadratischen Grundriss. Die Gliederung des Baukörpers ist mittels Erker, Schweifgiebel, Türmchen und einer vielfältigen Dachlandschaft lebhaft angelegt und erzeugt so ein malerisch wirkendes Erscheinungsbild. Der polygonale Erker wird von einer spitz zulaufenden Haube bekrönt. Die Haube war zwischenzeitlich verloren gegangen, wurde jedoch 2003 wieder hergestellt. Die Fassade verfügt über eine Gliederung durch Werksteine. In den Ziergiebeln des Hauses befinden sich Reliefs mit pflanzlichen und zum Teil auch figürlichen Darstellungen.
Zur Gartenseite hin besteht ein Verandaanbau.
Im örtlichen Denkmalverzeichnis ist die Villa unter der Erfassungsnummer 094 70735 als Baudenkmal verzeichnet.
Die Villa gilt als Zeugnis großbürgerlicher Wohnverhältnisse der Bauzeit. Sie stellt das einzige Bauwerk dieser Form in der erst in den 1920er Jahren entstandenen Curie-Siedlung dar.